# Krux (Band)
Krux ist eine schwedische Epic-Doom-Band, die von Leif Edling gegründet wurde, nachdem Candlemass sich zum zweiten Mal auflösten.

## Geschichte
Krux wurden zunächst als Nebenprojekt Edlings gegründet. Edling hatte seine Arbeitsstelle verloren und wandte sich an Peter Stjärnvind und Jorgen Sandström von Entombed, mit denen er auch bei Devil Sun spielte. Eigentlich sollte Michael Amott von Arch Enemy singen. Mit Nico Elgstrand als Produzenten, der später ebenfalls bei Entombed spielte, wurde 2006 II (Mascot Records) eingespielt, bevor im Frühjahr und Sommer 2007 eine Europatour folgte. Auch das 2011 folgende dritte Album III: He Who Sleeps Amongst the Stars (GMR Music Group) wurde von Elgstrand produziert. Es wurde im Magazin Rock Hard Album des Monats.

## Diskografie
- 2003: Krux
- 2003: Krux: Live (DVD)
- 2006: II
- 2011: III: He Who Sleeps Amongst the Stars